# Millbourne
Millbourne é um distrito localizado no estado norte-americano da Pensilvânia, no Condado de Delaware.

## Geografia
De acordo com o United States Census Bureau, a cidade tem uma área de 0,2 km², onde todos os 0,2 km² estão cobertos por terra.

### Localidades na vizinhança
O diagrama seguinte representa as localidades num raio de 8 km ao redor de Millbourne.

## Demografia
Segundo o censo nacional de 2010, a sua população é de 1159 habitantes e sua densidade populacional é de 6 392,75 hab/km². É a localidade mais densamente povoada da Pensilvânia. Possui 416 residências, que resulta em uma densidade de 2 294,55 residências/km².